# Neuville-sous-Montreuil
Pour les articles homonymes, voir Neuville et Montreuil.
Neuville-sous-Montreuil est une commune française située dans le département du Pas-de-Calais en région Hauts-de-France. Ses habitants sont appelés les Neuvillois. La commune est membre de la communauté d'agglomération des Deux Baies en Montreuillois.
Sur le territoire de la commune se trouve la chartreuse Notre-Dame-des-Prés, un édifice monastique fondé en 1325 pour l'ordre des Chartreux. Elle fait l'objet d'une inscription au titre des monuments historiques. C'est le plus grand monastère chartreux préservé en France.

## Géographie

### Localisation
Localisée dans le sud-ouest du département du Pas-de-Calais, Neuville-sous-Montreuil est une commune de la vallée de la Canche limitrophe, au sud-ouest, de la commune de Montreuil-sur-Mer (chef-lieu d'arrondissement) au riche patrimoine historique et située, à vol d'oiseau, à 14 km des plages de la Côte d'Opale.
Le territoire de la commune est limitrophe de ceux de huit communes.
Les communes limitrophes sont  Aix-en-Issart, Attin, Estrée, Estréelles, La Madelaine-sous-Montreuil, Marant, Marles-sur-Canche et Montreuil-sur-Mer.

### Géologie et relief
La superficie de la commune est de 8,82 km2 ; son altitude varie de 2  à   100 m.

### Hydrographie
Le territoire de la commune est situé dans le bassin Artois-Picardie.
La commune est traversée par le fleuve côtier la Canche, un cours d'eau naturel de 100,22 km, qui prend sa source dans la commune de Gouy-en-Ternois et se jette dans la Manche entre Étaples et Le Touquet-Paris-Plage et par la rivière la Course, un cours d'eau d'une longueur de 24,72 km, affluent droit du fleuve côtier la Canche qui prend sa source dans la commune de Doudeauville et se jette dans la Canche au niveau de la commune d'Attin.

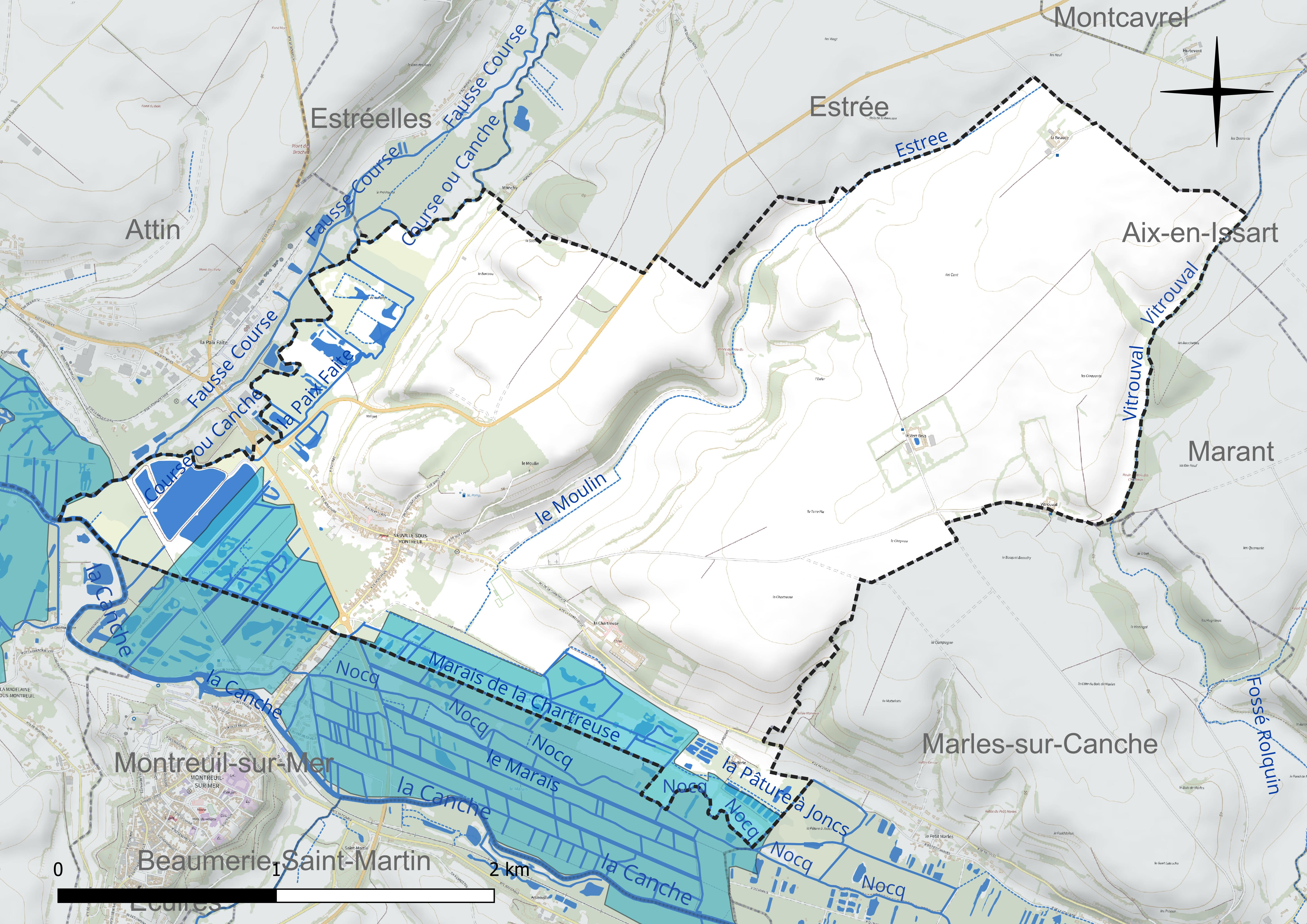
Réseau hydrographique de Neuville-sous-Montreuil.

Deux autres petits cours d'eau courent sur le territoire de la commune :
- le Vitrouval, d'une longueur de 2,59 km, qui prend sa source dans la commune d'Estrée et termine sa course au niveau de la commune de Marles-sur-Canche[6] ;
- l'Estrée, d'une longueur de 1,01 km, qui prend sa source dans la commune de Neuville-sous-Montreuil et termine sa course au niveau de la commune d'Estrée[7].

### Climat
Pour des articles plus généraux, voir Climat des Hauts-de-France et Climat du Nord-Pas-de-Calais.
En 2010, le climat de la commune est de type climat océanique franc, selon une étude du CNRS s'appuyant sur une série de données couvrant la période 1971-2000. En 2020, Météo-France publie une typologie des climats de la France métropolitaine dans laquelle la commune est exposée à un climat océanique et est dans la région climatique Côtes de la Manche orientale, caractérisée par un faible ensoleillement (1 550 h/an) ; forte humidité de l’air (plus de 20 h/jour avec humidité relative > 80 % en hiver), vents forts fréquents.
Pour la période 1971-2000, la température annuelle moyenne est de 10,6 °C, avec une amplitude thermique annuelle de 13 °C. Le cumul annuel moyen de précipitations est de 773 mm, avec 12,6 jours de précipitations en janvier et 8,1 jours en juillet. Pour la période 1991-2020, la température moyenne annuelle observée sur la station météorologique la plus proche, située sur la commune du Touquet-Paris-Plage à 14 km à vol d'oiseau, est de 11,2 °C et le cumul annuel moyen de précipitations est de 888,8 mm,. Pour l'avenir, les paramètres climatiques de la commune estimés pour 2050 selon différents scénarios d'émission de gaz à effet de serre sont consultables sur un site dédié publié par Météo-France en novembre 2022.

### Paysages
Pour un article plus général, voir Paysage en France.
La commune est située dans le « paysage montreuillois » tel que défini dans l’atlas des paysages de la région Nord-Pas-de-Calais, conçu par la direction régionale de l'Environnement, de l'Aménagement et du Logement (DREAL),. Ce paysage, qui concerne 98 communes, se délimite : à l’Ouest par des falaises qui, avec le recul de la mer, ont donné naissance aux bas-champs ourlées de dunes ; au Nord par la boutonnière du Boulonnais ; au sud par le vaste plateau formé par la vallée de l’Authie, et à l’Est par les paysages du Ternois et de Haut-Artois. Ce paysage régional, avec, dans son axe central, la vallée de la Canche et ses nombreux affluents comme la Course, la Créquoise, la Planquette…, offre une alternance de vallées et de plateaux, appelée « ondulations montreuilloises ». Dans ce paysage, et plus particulièrement sur les plateaux, on cultive la betterave sucrière, le blé et le maïs, et les plateaux entre la Ternoise et la Créquoise sont couverts de vastes massifs forestiers comme la forêt d'Hesdin, les bois de Fressin, Sains-lès-Fressin, Créquy….

### Milieux naturels et biodiversité

#### Zones naturelles d'intérêt écologique, faunistique et floristique
L’inventaire des zones naturelles d'intérêt écologique, faunistique et floristique (ZNIEFF) a pour objectif de réaliser une couverture des zones les plus intéressantes sur le plan écologique, essentiellement dans la perspective d’améliorer la connaissance du patrimoine naturel national et de fournir aux différents décideurs un outil d’aide à la prise en compte de l’environnement dans l’aménagement du territoire.
Le territoire communal comprend trois ZNIEFF de type 1 : 
- le marais de la Nocq[16] ;
- la vallée de la Course à l'aval d'Enquin-sous-Baillon. Le périmètre de la ZNIEFF présente un réseau hydrographique complexe associant plusieurs cours d’eau (Course, Bimoise, Baillons, rivière des Fontaines…) et de nombreuses sources, ainsi que des plans d’eau d’origine artificielle (ballastières, cressonnières, piscicultures, mares de chasse)[17] ;
- les marais et bois tourbeux de La Calotterie, Attin et La Madelaine-sous-Montreuil qui, avec plus de 300 ha, constituent la plus vaste ZNIEFF du complexe écologique de la basse vallée de la Canche. Ils s’étendent de part et d’autre du fleuve qui les traverse dans un axe Sud-Est/Nord-Ouest[18].

Et deux ZNIEFF de type 2 : 
- la basse vallée de la Canche et ses versants en aval d’Hesdin, d’une superficie de 12 059 ha et d'une altitude variant de 4  à   133 mètres[19].
- la vallée de la Course. Elle se situe dans le pays de Montreuil et plus précisément dans l’entité paysagère des ondulations montreuilloises[20].

Carte des ZNIEFF de type 1 et 2 sur la commune
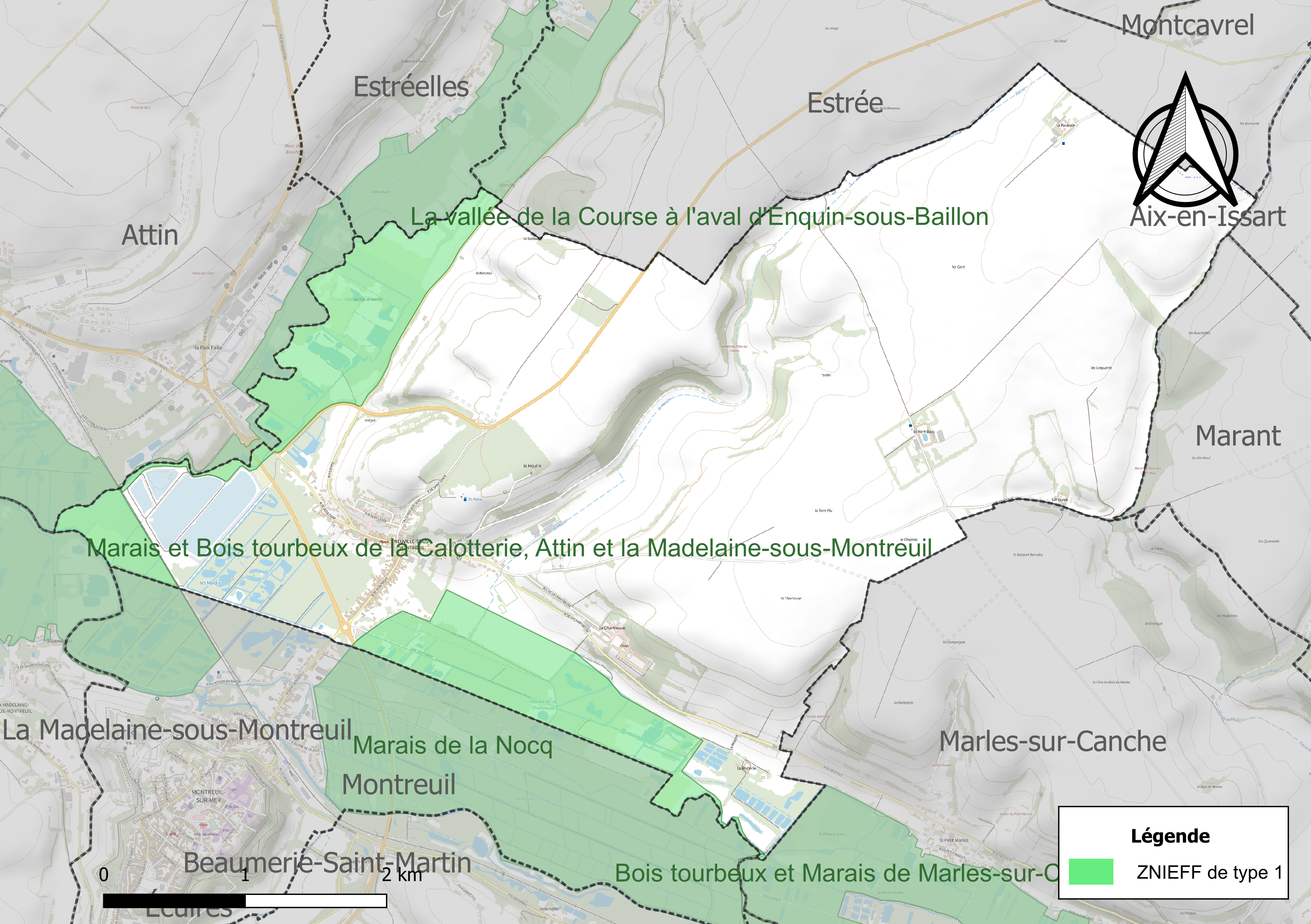
Carte des ZNIEFF de type 1 sur la commune.
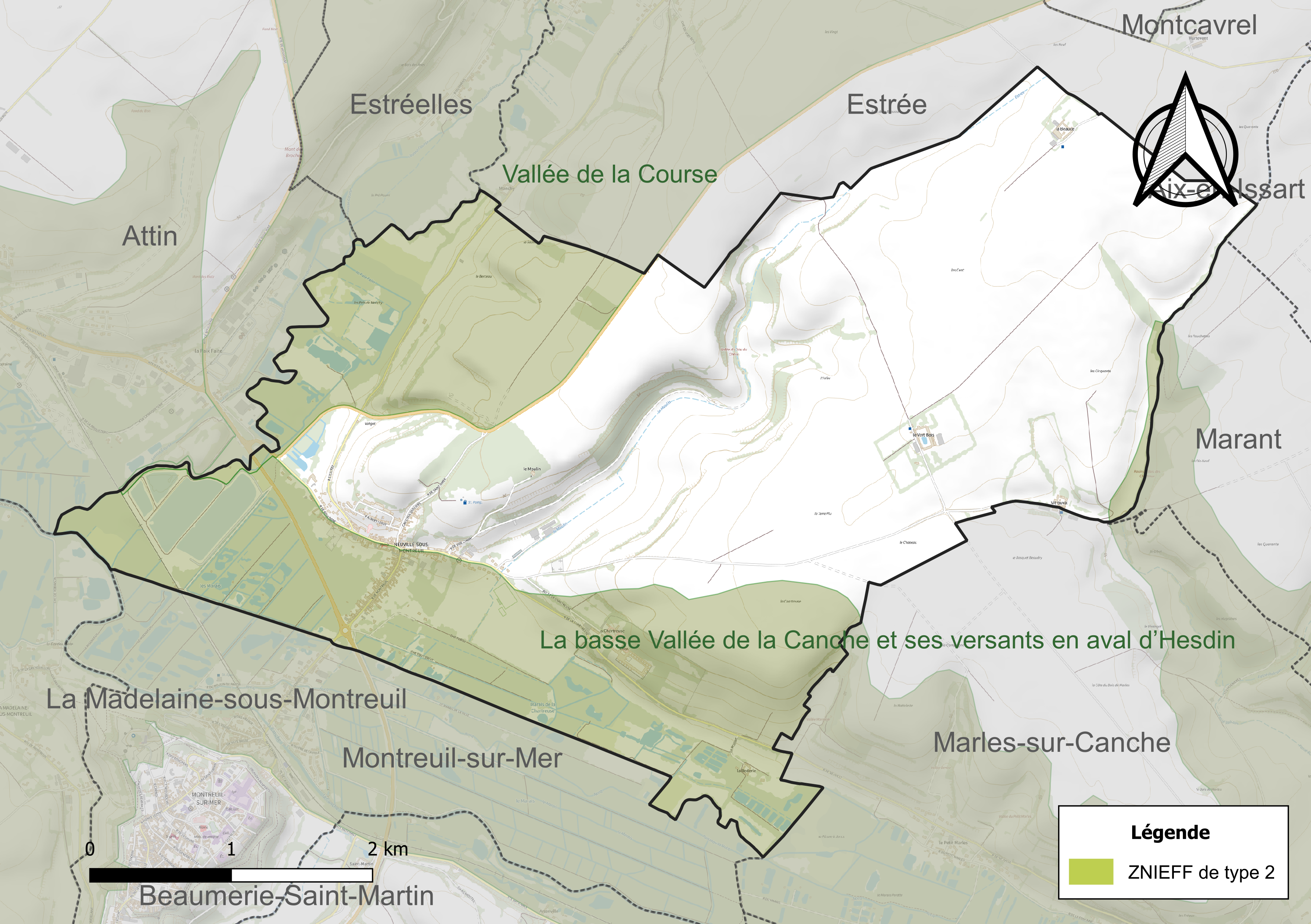
Carte des ZNIEFF de type 2 sur la commune.

#### Espèces faunistiques et floristiques
L’Inventaire national du patrimoine naturel (INPN) recense plusieurs espèces faunistiques et floristiques sur le territoire de la commune dont certaines sont protégées et d’autres menacées et quasi-menacées.

## Urbanisme

### Typologie
Au 1er janvier 2024, Neuville-sous-Montreuil est catégorisée bourg rural, selon la nouvelle grille communale de densité à sept niveaux définie par l'Insee en 2022.
Elle appartient à l'unité urbaine de Montreuil-sur-Mer, une agglomération intra-départementale regroupant neuf  communes, dont elle est une commune de la banlieue,,. Par ailleurs la commune fait partie de l'aire d'attraction d'Étaples - Le Touquet-Paris-Plage, dont elle est une commune de la couronne,. Cette aire, qui regroupe 21 communes, est catégorisée dans les aires de moins de 50 000 habitants,.

### Occupation des sols
L'occupation des sols de la commune, telle qu'elle ressort de la base de données européenne d’occupation biophysique des sols Corine Land Cover (CLC), est marquée par l'importance des territoires agricoles (79,4 % en 2018), une proportion identique à celle de 1990 (79,4 %). La répartition détaillée en 2018 est la suivante : 
terres arables (63,3 %), prairies (16,1 %), zones humides intérieures (12,2 %), forêts (3,8 %), zones urbanisées (2,8 %), zones industrielles ou commerciales et réseaux de communication (1,9 %). L'évolution de l’occupation des sols de la commune et de ses infrastructures peut être observée sur les différentes représentations cartographiques du territoire : la carte de Cassini (XVIIIe siècle), la carte d'état-major (1820-1866) et les cartes ou photos aériennes de l'IGN pour la période actuelle (1950 à aujourd'hui).

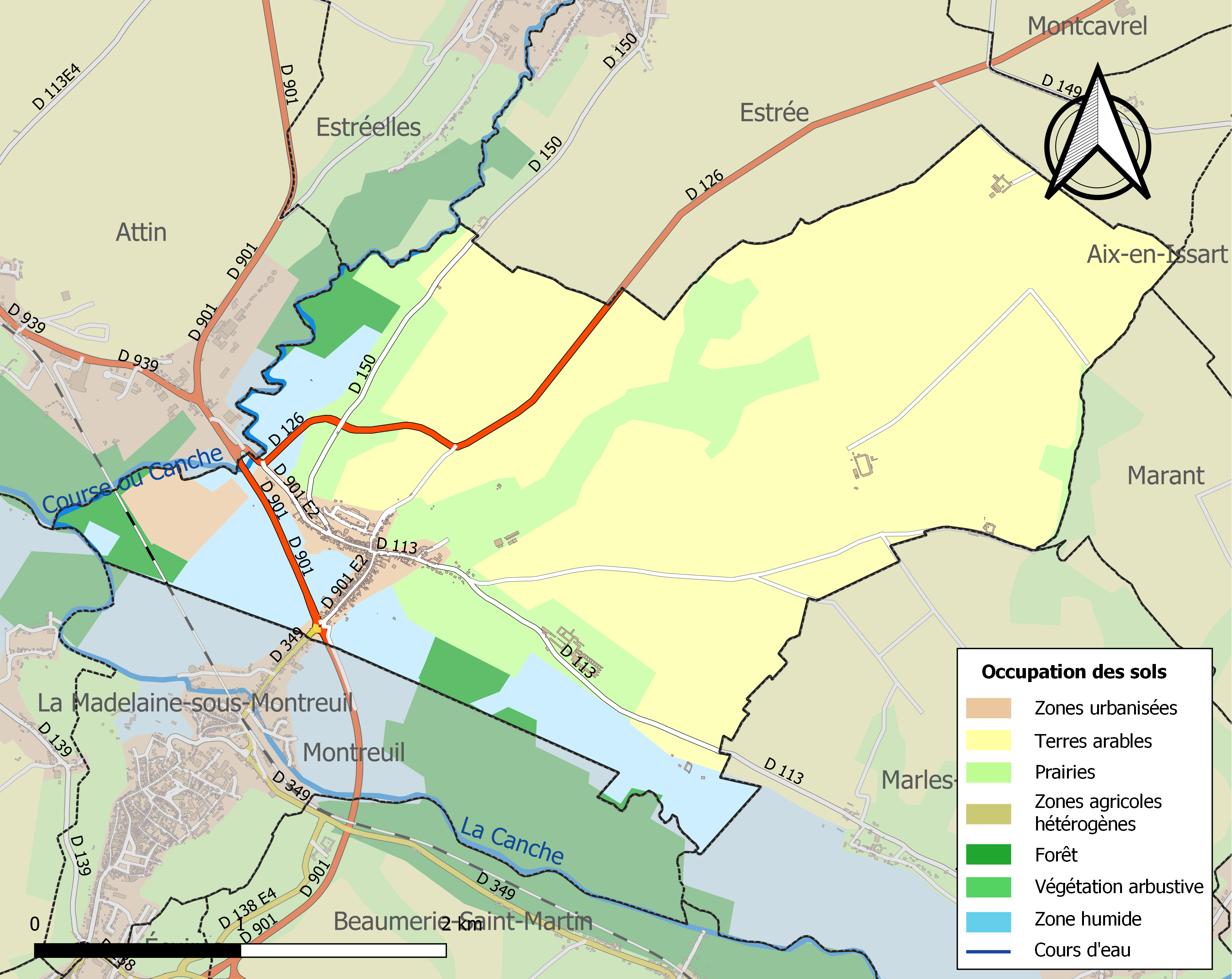
Carte des infrastructures et de l'occupation des sols de la commune en 2018 (CLC).

### Voies de communication et transports
La commune est desservie par la ligne 2 du réseau de transport de la communauté d'agglomération des Deux Baies en Montreuillois (CA2BM).

### Risques naturels et technologiques

#### Risque inondation
À la suite du passage des tempêtes Ciarán, Domingos et Elisa et des inondations et coulées de boue qui se sont produites, la commune est reconnue, par arrêté du 14 novembre 2023, en état de catastrophe naturelle pour inondations et coulées de boue sur la période du 2 au 12 novembre 2023, comme 179 autres communes du département.

## Toponymie

### Attestations anciennes
Le nom de la localité est attesté sous les formes Nova villa en 1042 ; Noville en 1204 ; Noeville en 1239 ; Novavilla prope Monsterolum en 1245 ; Nueville en 1260 ; Neuville-en-le-Cauchie en 1278 ; Noeville-en-le-Kaulchie au XIIIe siècle ; Nuevile en 1308 ; Noefville en 1366 ; Nefville empress Monstreuel au XIVe siècle) ; Neuville-lez-Monstroeul en 1436 ; Noeufville-lez-Monstroeul en 1477 ; Noeufville en 1583 ; Neuville-sur-Montreuil en 1789 ; Neuville en 1793 ; Neuville et Neuville-sous-Montreuil depuis 1801.
Neuville est appelée Novam Villam, dans un diplôme de Louis le Débonnaire en 830. Dans un document du roi Henri Ier est désignée sous  le nom de Transitum Novæ Villæ.
Neuville-sous-Montreuil est appelée Neuville en la Cauchie dans une charte du comte de Boulogne datée de 1278.

### Étymologie
Le nom vient du bas-latin nova « neuve, nouvelle » et villa « domaine, ferme » : le « nouveau domaine ».

## Histoire
La voie romaine Amiens-Boulogne ou via Agrippa de l'Océan passait par le Vert-Bois, lieu situé sur la commune de Neuville.

### Première Guerre mondiale
Lors de la Première Guerre mondiale, environ 5 000 civils belges fuyant leur pays à cause des combats, se réfugient à la chartreuse de Neuville où ils séjournent de mars 1915 à avril 1919. À cette époque, le typhus et la grippe espagnole sévissent, la chartreuse devient un hôpital civil belge avec près de 700 lits, et 599 personnes (587 civils et 12 soldats) y meurent. Elles sont inhumées dans une pâture privée. Même si, au début, les tombes étaient matérialisées et l'entrée du lieu marquée d'une croix, les traces de la nécropole disparaissent et ce lieu de mémoire tombe dans l'oubli dans les années 1950 et 1960. Ce n'est que début 2013, que l'histoire se réveille, et, en 2014, Annick Lefranc, ancienne guide à la chartreuse ; Daniel Bourdelle, maire de Neuville et Roger Benauwt, guide originaire de Roesbrugge en Belgique, déposent des fleurs devant la nécropole à l’abandon et commencent leurs recherches. En 2015, un panneau, indiquant la direction de la nécropole, est posé à l’entrée de la rue de Vide-Champ. En 2019, une plaque commémorative est posée reprenant les 599 noms et le 11 juin 2022, se déroule l'inauguration du lieu, transformé en jardin du souvenir, et une nouvelle plaque est posée en présence de Francois de Kerchove d’Exærde, ambassadeur de Belgique en France,,.

## Politique et administration

### Découpage territorial
La commune se trouve dans l'arrondissement de Montreuil du département du Pas-de-Calais.

#### Commune et intercommunalités
La commune a fait partie, de 2001 à 2016, de la communauté de communes du Montreuillois et, depuis le 1er janvier 2017, elle fait partie de la communauté d'agglomération des Deux Baies en Montreuillois (CA2BM) dont le siège est basé à Montreuil-sur-Mer. Cette communauté d'agglomération regroupe 46 communes et compte 65 760 habitants en 2021.

#### Circonscriptions administratives
La commune faisait partie du canton de Neuville(1793), depuis la loi du 22 décembre 1789 reprise par la constitution de 1791, qui divise le royaume (la République en septembre 1792), en communes, cantons, districts et départements, puis du canton de Montreuil (1801).
Dans le cadre du redécoupage cantonal de 2014 en France, elle est maintenant rattachée au canton de Berck qui passe de 10 à 31 communes.

#### Circonscriptions électorales
Pour l'élection des députés, la commune fait partie, depuis 1986, de la quatrième circonscription du Pas-de-Calais.

### Élections municipales et communautaires

#### Liste des maires

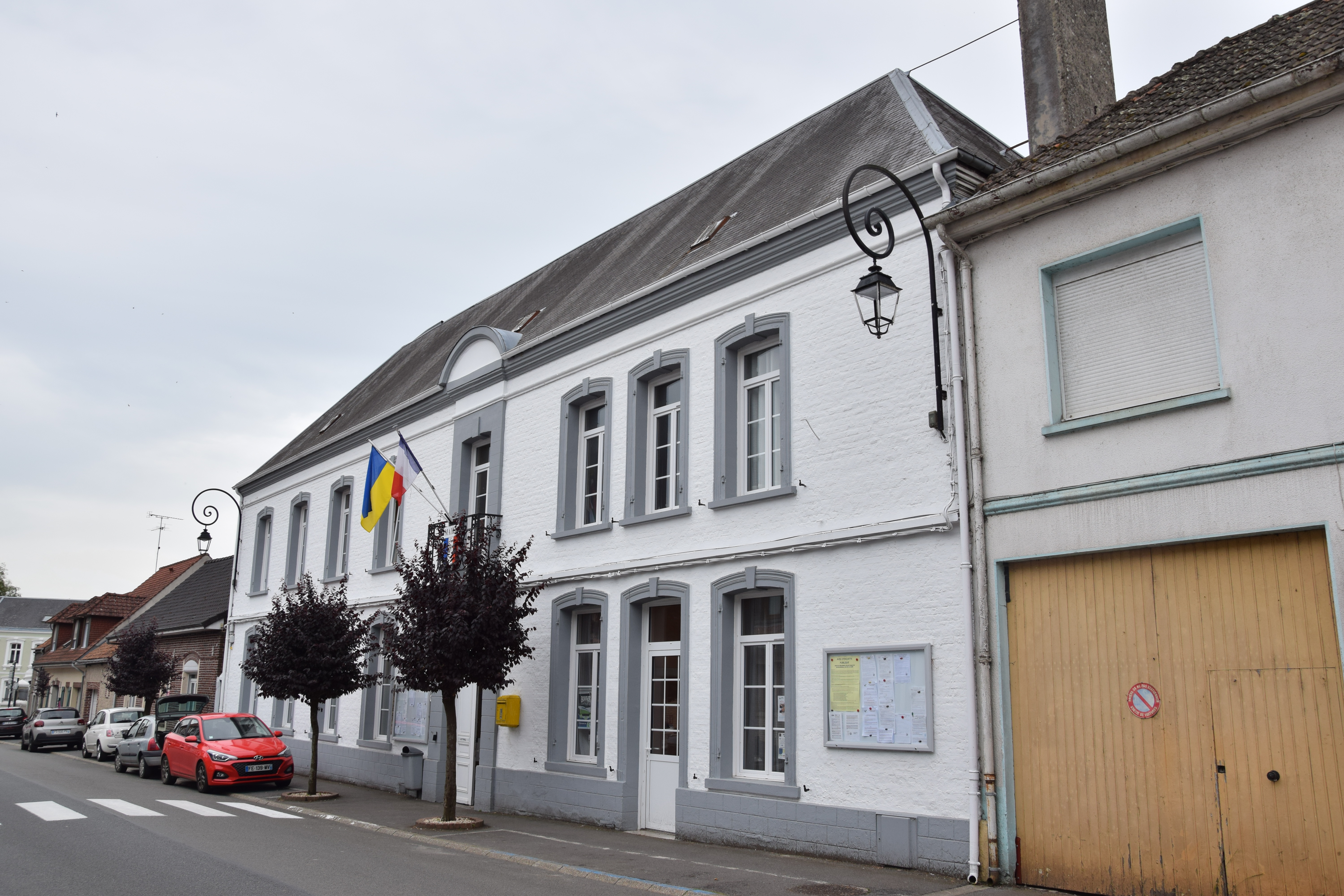
La mairie.

| Période                                  | Période                    | Identité         | Étiquette | Qualité                                  |
| ---------------------------------------- | -------------------------- | ---------------- | --------- | ---------------------------------------- |
| Les données manquantes sont à compléter. |                            |                  |           |                                          |
| mars 2001                                | 2008                       | Étienne Bernard  |           |                                          |
| mars 2008                                | 2020                       | Daniel Bourdelle |           | Retraité Réélu pour le mandat 2014-2020, |
| 3 juillet 2020                           | Mars 2023 Démissionnaire   | Jérôme Jeumer    |           | Ouvrier qualifié de type industriel,     |
| Juin 2023                                | En cours (au 24 juin 2020) | Olivier Deken    |           | Agent technique                          |

## Équipements et services publics

### Santé
En avril 2023, la commune dispose de la maison de santé de la Chartreuse dans laquelle on trouve des médecins généralistes, des infirmières, un kinésithérapeute, un psychologue, un orthophoniste, un ostéopathe et une praticienne en énergétique traditionnelle chinoise.

## Population et société

### Démographie
Les habitants de la commune sont appelés les Neuvillois.

#### Évolution démographique
L'évolution du nombre d'habitants est connue à travers les recensements de la population effectués dans la commune depuis 1793. Pour les communes de moins de 10 000 habitants, une enquête de recensement portant sur toute la population est réalisée tous les cinq ans, les populations de référence des années intermédiaires étant quant à elles estimées par interpolation ou extrapolation. Pour la commune, le premier recensement exhaustif entrant dans le cadre du nouveau dispositif a été réalisé en 2008.

En 2022, la commune comptait 633 habitants, en évolution de −3,36 % par rapport à 2016 (Pas-de-Calais : −0,72 %, France hors Mayotte : +2,11 %).
| 1793 | 1800 | 1806 | 1821 | 1831 | 1836 | 1841 | 1846 | 1851 |
| ---- | ---- | ---- | ---- | ---- | ---- | ---- | ---- | ---- |
| 783  | 849  | 874  | 867  | 979  | 991  | 990  | 974  | 975  |

| 1856 | 1861 | 1866 | 1872 | 1876 | 1881 | 1886 | 1891 | 1896 |
| ---- | ---- | ---- | ---- | ---- | ---- | ---- | ---- | ---- |
| 888  | 878  | 898  | 867  | 924  | 879  | 833  | 835  | 842  |

| 1901 | 1906 | 1911 | 1921 | 1926 | 1931 | 1936 | 1946 | 1954 |
| ---- | ---- | ---- | ---- | ---- | ---- | ---- | ---- | ---- |
| 824  | 753  | 729  | 772  | 877  | 862  | 823  | 761  | 941  |

| 1962  | 1968  | 1975  | 1982  | 1990 | 1999 | 2006 | 2008 | 2013 |
| ----- | ----- | ----- | ----- | ---- | ---- | ---- | ---- | ---- |
| 1 106 | 1 096 | 1 290 | 1 123 | 984  | 739  | 681  | 664  | 658  |

| 2018 | 2022 | - | - | - | - | - | - | - |
| ---- | ---- | - | - | - | - | - | - | - |
| 646  | 633  | - | - | - | - | - | - | - |

#### Pyramide des âges
En 2018, le taux de personnes d'un âge inférieur à 30 ans s'élève à 37,5 %, soit au-dessus de la moyenne départementale (36,7 %). À l'inverse, le taux de personnes d'âge supérieur à 60 ans est de 22,9 % la même année, alors qu'il est de 24,9 % au niveau départemental.
En 2018, la commune comptait 308 hommes pour 338 femmes, soit un taux de 52,32 % de femmes, légèrement supérieur au taux départemental (51,50 %).
Les pyramides des âges de la commune et du département s'établissent comme suit.
| Hommes | Classe d’âge | Femmes |
| ------ | ------------ | ------ |
| 1,0    | 90 ou +      | 0,9    |
| 6,5    | 75-89 ans    | 8,6    |
| 13,3   | 60-74 ans    | 15,4   |
| 23,7   | 45-59 ans    | 23,4   |
| 15,9   | 30-44 ans    | 16,3   |
| 21,1   | 15-29 ans    | 18,0   |
| 18,5   | 0-14 ans     | 17,5   |

| Hommes | Classe d’âge | Femmes |
| ------ | ------------ | ------ |
| 0,5    | 90 ou +      | 1,6    |
| 5,6    | 75-89 ans    | 8,9    |
| 16,7   | 60-74 ans    | 18,1   |
| 20,2   | 45-59 ans    | 19,2   |
| 18,9   | 30-44 ans    | 18,1   |
| 18,2   | 15-29 ans    | 16,2   |
| 19,9   | 0-14 ans     | 17,9   |

### Manifestations culturelles et festivités
Chaque année, en août, se déroule à la chartreuse Notre-Dame-des-Prés le « FESTIVAL BLUESIN’ (A)OUT ». La quinzième édition de 2023 a comme parrain l'harmoniciste Jean-Jacques Milteau.

## Culture locale et patrimoine

### Lieux et monuments

#### Monument historique

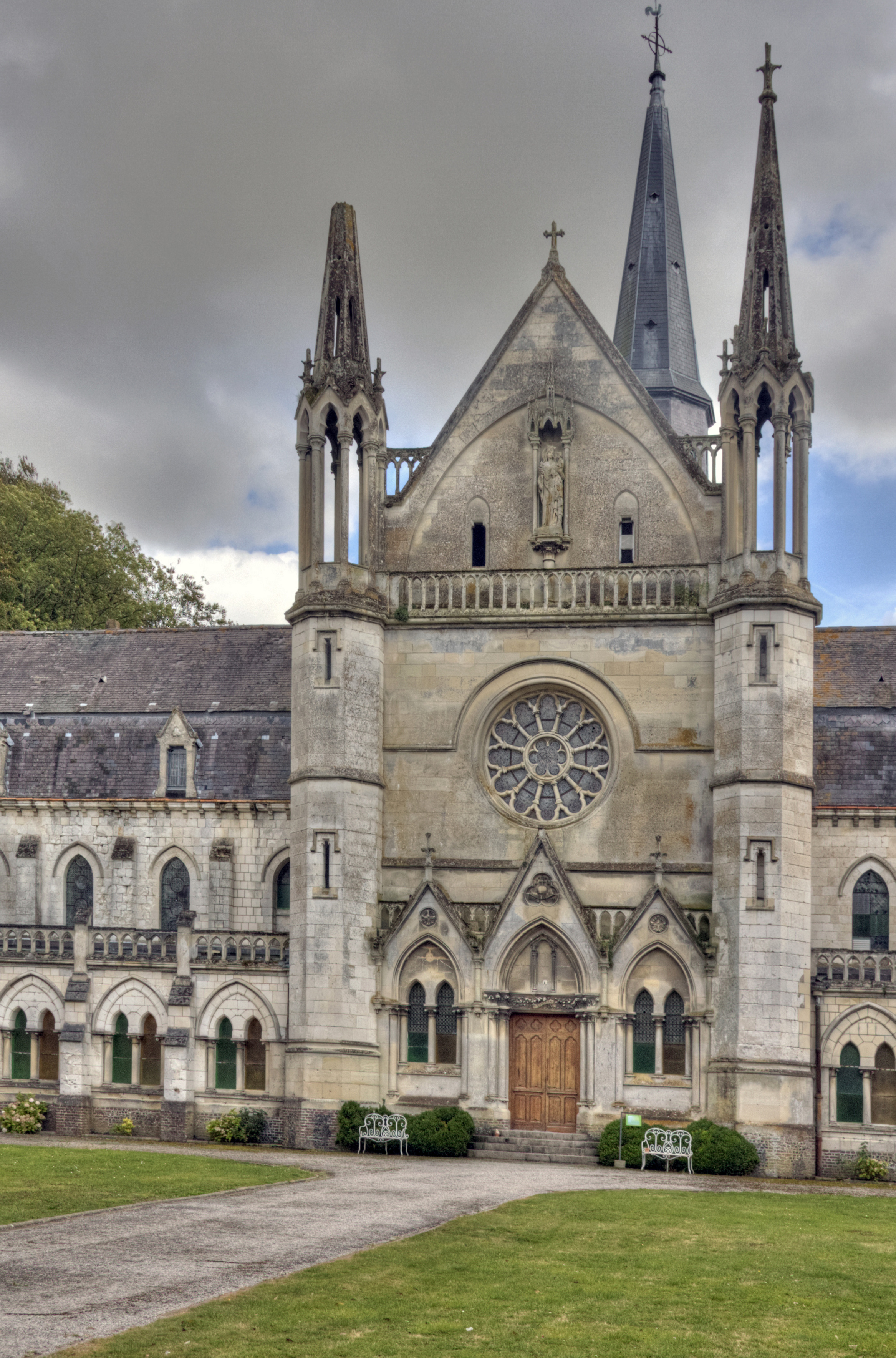
La cour d'honneur de la chartreuse.

- La chartreuse Notre-Dame-des-Prés, édifice monastique fondé en 1325 pour l'ordre des Chartreux et fermé en 1901 du fait de la loi Waldeck-Rousseau. Elle fait l’objet d’une inscription au titre des monuments historiques depuis le 28 décembre 1993[52]. C'est le plus grand monastère chartreux préservé en France.

#### Autres monuments
- La Grange Blanche, datant de 1778, atelier de l'artiste peintre John Hutton.
- Le monument aux morts, inauguré en mai 1922, dont le coût s'est élevé à 12 548 FRF (16 050,9 EUR2023)[53].

### Personnalités liées à la commune
- Blaise Duval de Hautmarest (1739-1803), lieutenant de Roi de la citadelle de Montreuil-sur-Mer puis général de division de la République, mort dans la commune.
- Raymond Lens (1807-1887), né à Neuville-sous-Montreuil, est le géomètre-topographe du plan de la ville de Boulogne-sur-Mer et du premier lotissement de Paris-Plage. Il est également le directeur des travaux de la construction des deux phares du Touquet.
- Eugène Pinte (1902-1951), officier de l'armée française engagé dans la résistance dans le Maquis du Limousin.
- Noël Seysen (1910-1944), né à Rosendaël, agent technique principal à la SNCF à Ermont dans le Val-d'Oise et résistant. Il est mobilisé en 1940 et est décoré de la croix de guerre. En 1944, il est lieutenant des Francs-tireurs et partisans (FTP) et c'est en combattant, au côté d’une unité de l’armée canadienne, qu'il est tué par les Allemands le 4 septembre 1944 à Neuville-sous-Montreuil. Une stèle est érigée à l’endroit où il est tombé et une rue d’Ermont porte son nom[54],[55],[56].

### Héraldique
| Blason de Neuville-sous-Montreuil | Blason  | De sinople à la chartreuse d'or ; au chef d'or chargé de trois fleurs de lis de sinople. |
| Blason de Neuville-sous-Montreuil | Détails | Armes montrant la Chartreuse Notre-Dame-des-Prés. Adopté par la municipalité. |
| Blason de Neuville-sous-Montreuil | Alias   | D'or à trois tourteaux de gueules. Armes des comtes de Boulogne, fondateurs de la chartreuse en 1323 sous Robert VII d'Auvergne, et utilisées au cours du XXe siècle puis abandonnées au profit du nouveau blason dans les années 1990. |

## Pour approfondir

#### Bases de données, dictionnaires et encyclopédies
- Ressources relatives à la géographie :   - Insee (communes)
  - Ldh/EHESS/Cassini
- Ressource relative à plusieurs domaines :   - Annuaire du service public français
- Ressource relative à la musique :   - MusicBrainz
- Notices d'autorité :   - VIAF
  - BnF (données)